# ANIMAL HACK
ANIMAL HACK（アニマルハック）は、MASAtOとYUtAからなる東京を拠点とする、日本のDJ、トラックメイカー、音楽プロデューサーデュオ。

## 略歴
2016年に「Keep Shakin」でデビュー。2017年にリリースされたミニアルバム「Boy」収録の「Franny」がApple Store渋谷支店リニューアル広告のテーマソングに選ばれ、これに続いて「Pressure」は、Apple Music Japanの「2018年 トップソング100：日本」の1つに選ばれた。2019年には4s4kiのEP「NEMNEM」の全曲のプロデュース、SIRUPと「Days Gone By (feat. SIRUP)」、真空ホロウと「グッドバイ・ハイヒール (feat. 真空ホロウ)」など共作をリリース。2020年にはokkaaaと「DIVE (feat. okkaaa)」をリリース、ヒプノシスマイク 麻天狼「麻天狼-Before The 2nd D.R.B-」収録 「BLACK OR WHITE」にDOTAMAと作曲で参加、また大塚愛「金魚花火」の公式リミックスなど音楽プロデューサーとしても活動。2021年には、DJ/音楽プロデューサーのTAARとClubhouse上で日本で初の共作楽曲、「Clubhouse (feat. CHICO CARLITO、青山みつ紀)」（Seiho、ハセガワダイスケ、やのあんななど計10組のアーティストが参加）をリリースした。

## リリース

### アルバム
- 2016年「ANIMAL HACK」
- 2017年「Boy」
- 2018年「GIFT」

### シングル
- 2016年「Keep Shakin」
- 2017年
  - 「Plastic Night」
  - 「Body」
  - 「Inside」
  - 「Waiting...」
- 2018年「EVIL」
- 2019年
  - 「Days Gone By (feat. SIRUP)」
  - 「グッドバイ・ハイヒール (feat. 真空ホロウ)」
- 2020年
  - 「DIVE (feat. okkaaa) 」
  - 「Falling Hard (feat. BBY NABE) 」
  - 「ICE RED」
- 2021年
  - 「Clubhouse (feat. CHICO CARLITO、青山みつ紀)」
  - 「Heartbeat」
  - 「Can We Fly (feat. Naz)」

### リミックス
- 2018年 4s4ki 「Gender (ANIMAL HACK Remix)」
- 2019年 N.I.L 1979「Wave feat. Kouta Kaneko (ANIMAL HACK Remix)」
- 2020年 大塚愛「金魚花火 (ANIMAL HACK Remix)」
- 2021年 アイラヴミー「負け犬戦士 (ANIMAL HACK Remix)」

### 作曲
- 2019年 4s4ki 「NEMNEM」 (全楽曲)
- 2020年
  - uyuni 「whisper」
  - ヒプノシスマイク 麻天狼  「BLACK OR WHITE」
  - AKROGLAM - MINERALS「Show Your Eyes」
- 2021年
  - AKROGLAM - ASTRAM「スターロア」
  - AKROGLAM - MINERALS「アングレカム」
  - AKROGLAM - ASTRAM「Never Let Go」
  - AKROGLAM - MINERALS「True Colors」
  - HANDSIGN - 「Prayer」
  - この子 -「Beautiful World」
  - EGOIST -「Tonight Tonight」

### カバー
- 2021年
  - AKROGLAM - エノ 「水星 - Arranged cover」 (tofubeats)
  - AKROGLAM - アオルタ「茜色の夕日 - Arranged cover」 (フジファブリック)